# Ximo Puig
Joaquim Francesc Puig i Ferrer, dit Ximo Puig, est un homme politique espagnol né le 4 janvier 1959 à Morella (province de Castellón), membre du Parti socialiste ouvrier espagnol (PSOE). Il est président de la Généralité valencienne entre 2015 et 2023.
Il est élu pour la première fois député de Castellón au Parlement valencien en 1983, mais démissionne au bout de trois ans pour devenir haut fonctionnaire de la Généralité valencienne. Après avoir été directeur de cabinet du président Joan Lerma entre 1987 et 1995, il devient maire de sa ville natale pendant 17 ans.
Il retrouve les bancs du Parlement territorial en 1999, et y exerce les fonctions de porte-parole du groupe socialiste — alors dans l'opposition — de 2000 à 2003. Ayant échoué en 2008 à être désigné secrétaire général du Parti socialiste du Pays valencien-PSOE (PSPV-PSOE), il quitte l'assemblée valencienne en 2011 pour entrer au Congrès des députés.
Il accède finalement au secrétariat général du PSPV-PSOE en 2012 et remporte deux ans plus tard les primaires ouvertes pour la désignation du chef de file aux élections valenciennes de 2015. À l'issue de ce scrutin, il est en mesure de former un gouvernement minoritaire de coalition avec la gauche nationaliste avec le soutien sans participation de la gauche radicale, devenant ainsi président de la Généralité valencienne. Il conserve son poste à l'issue des élections de 2019, au cours desquelles le PSPV-PSOE redevient la première force parlementaire.
Sa coalition perd la majorité aux élections régionales de 2023, au profit de l'alliance entre le Parti populaire (PP) et Vox.

## Biographie

### Un très jeune élu
Après avoir étudié les sciences de l'information, il travaille comme journaliste pour l'agence EFE ou la chaîne Antena 3.
À l'occasion des élections municipales et régionales du 8 mai 1983, il est élu à 24 ans député de la province de Castellón au Parlement valencien et au conseil municipal de Morella. Cela lui permet de faire son entrée à la députation provinciale de Castellón, où il est chargé de la culture.

### Un cadre de la Généralité valencienne
Il est nommé directeur général des Relations informatives et de la Communication auprès de la présidence de la Généralité valencienne en avril 1986, à seulement 27 ans. Il doit alors renoncer à ses mandats électoraux.
À peine sept mois plus tard, il est promu directeur de cabinet du président de la Généralité valencienne Joan Lerma. Il est reconduit dans ses fonctions après les scrutins de juin 1987 et mai 1991.

### Retour dans les assemblées élues
Lors des élections municipales du 28 mai 1995, il est tête de liste à Morella, où il remporte 1 057 voix, soit 52,5 % des suffrages et 6 élus sur 11 au conseil municipal. Il est désigné maire le 18 juin et relevé de ses fonctions à la Généralité – désormais dirigée par le Parti populaire (PP) – le 7 juillet. Il est en outre réélu à la députation provinciale de Castellón et y devient porte-parole du groupe socialiste, qui se trouve renvoyé dans l'opposition.

### Une personnalité du Parlement valencien
Candidat à un nouveau mandat municipal aux élections du 13 juin 1999, il se présente à nouveau au Parlement valencien dans la province de Castellón. Il est ainsi réélu maire et député régional, obtenant le poste de porte-parole suppléant, sous l'autorité d'Antoni Asunción.
Le 29 septembre 2000, après qu'Asunción s'est retiré de la vie politique du fait de son échec au congrès du PSPV-PSOE, il est promu porte-parole du groupe socialiste, première force de l'opposition.
Au cours des élections du 25 mai 2003, il conserve sa mairie et son mandat parlementaire. À l'ouverture de la législature le 12 juin, le secrétaire général régional socialiste Joan Ignasi Pla le remplace dans ses fonctions au groupe parlementaire ; il devient alors deuxième vice-président du Parlement.

### Mise en retrait
Il remporte un nouveau mandat municipal et régional le 14 juin 2007. Quinze mois plus tard, le 27 septembre 2008, il se présente au secrétariat général du Parti socialiste du Pays valencien-PSOE, en concurrence avec le maire de Alaquàs Jorge Alarte. Il est défait par 282 voix contre 262, alors que son adversaire disposait du soutien de la direction nationale du parti.
Il annonce le 2 septembre 2010 qu'il apporte son soutien à Alarte comme chef de file à l'élection régionale du 22 mai 2011, renonçant ainsi à l'affronter au cours de primaires militantes.
Il se représente à la mairie de Morella le 22 mai 2011, mais pas au Parlement valencien, qu'il abandonne de nouveau après douze années de mandat. Cependant, il est choisi par le PSOE comme tête de liste dans la province de Castellón pour les élections législatives anticipées du 20 novembre 2011. Élu au Congrès des députés, il devient porte-parole socialiste à la commission de l'Industrie, membre de la commission des Budgets et de la commission de l'Équipement.

### Secrétaire général du PSPV-PSOE
Lors du XIIe congrès du PSPV-PSOE, il se présente de nouveau au secrétariat général, contre Alarte. Ximo Puig est élu le 31 mars 2012 par 321 voix sur 525, soit une large victoire de 61 % des suffrages exprimés, en réunissant l'ensemble des oppositions au titulaire sortant ; dans son discours d'investiture il rend hommage aux dirigeants historique de la fédération, Joan Lerma et Ciprià Ciscar. Il démissionne de son mandat municipal le 30 juin suivant.
Le 9 mars 2014, il se présente aux primaires ouvertes pour la désignation du candidat du PSPV-PSOE à la présidence de la Généralité. Au cours de ce scrutin – le premier de ce type pour le Parti socialiste ouvrier espagnol et qui mobilise 50 000 électeurs et 16 400 adhérents – il remporte 37 843 voix, soit 68,8 % des suffrages, loin devant le maire de Faura Toni Gaspar. Il est officiellement proclamé candidat par le comité national du parti vingt jours plus tard, prononçant à cette occasion un discours mettant l'accent sur les politiques sociales et les défavorisés.
Il devient le 27 juillet suivant secrétaire aux Réformes démocratiques du PSOE, dans la commission exécutive fédérale formée par le nouveau secrétaire général du parti Pedro Sánchez.

### Président de la Généralité valencienne
Après les élections au Parlement valencien du 24 mai 2015, le PSPV-PSOE, la Coalition Compromís et Podemos s'accordent pour soutenir sa candidature à la présidence de la Généralité. Le 25 juin, à l'issue d'un débat parlementaire au cours duquel il annonce la création d'un bureau anti-fraude et anti-corruption et la réouverture de la télévision publique régionale, Ximo Puig est investi président de la Généralité valencienne par 50 voix pour, 44 contre et 5 abstentions, bénéficiant comme prévu du soutien de Compromís et de Podemos, qui n'intègre pas le gouvernement régional. Sa nomination est effective le 27 juin. Il est le deuxième socialiste à occuper cette fonction, vingt ans après la défaite de Joan Lerma.
Le 4 mars 2019, Puig annonce avoir prononcé la dissolution du Parlement et convoqué des élections anticipées pour le 28 avril, malgré l'opposition exprimée par Compromís et sa vice-présidente Mónica Oltra. Il cherche ainsi à améliorer la visibilité politique du territoire valencien en séparant ce scrutin du renouvellement des autres assemblées régionales prévu pour le 26 mai, et à accroître la participation en couplant les élections valenciennes avec les élections générales. Le scrutin voit la victoire du PSPV-PSOE avec 24 % des voix et 27 députés, arrivant en tête pour la première fois depuis 1991, tandis que de son ensemble la majorité qui le soutenait totalise 52 députés, contre 47 aux trois partis de droite : les socialistes sont les seuls à progresser, gagnant quatre sièges tandis que Compromís en perd un et Unides Podem en abandonne cinq.
Les trois partis de gauche s'accordent le 9 mai pour entamer des négociations en vue de constituer une nouvelle coalition et approuvent cinq jours plus tard la répartition entre eux des postes du bureau du Parlement, s'assurant d'en contrôler trois contre deux à l'opposition,. Les discussions pour la constitution du nouvel exécutif démarrent le 20 mai et se concluent le 12 juin, à quelques minutes du début du débat d'investiture de Puig. Le « deuxième pacte du Jardin botanique » est présenté dans l'après-midi au château de Santa Barbara, à Alicante. Il reçoit le lendemain l'investiture du Parlement valencien, faisant le plein de sa majorité avec 52 voix favorables, contre 46 oppositions. Du fait de la perte du gouvernement andalou six mois plus tôt, sa confirmation au pouvoir en fait le plus important des « barons » du PSOE.
Aux élections régionales du 28 mai 2023, le Parti socialiste gagne quatre sièges supplémentaires, mais la disparition d'Unidas Podemos — faute de franchissement du seuil électoral — et le recul de deux sièges de Compromís conduisent à la perte de la majorité par le « pacte du Jardin botanique ». Le Parti populaire (PP) et Vox totalisent 53 députés, soit trois sièges de plus que la majorité absolue.
Le PP et Vox s'entendent, deux semaines plus tard, sur un accord de coalition garantissant l'élection du président du PP, Carlos Mazón, comme président de la Généralité et l'entrée de Vox au Conseil de la Généralité valencienne.